# André Hess
André Hess (Montigny-lès-Metz, 5 marzo 1933 – Metz, 3 aprile 2004) è stato un calciatore francese, di ruolo centrocampista.

## Palmarès

### Competizioni nazionali
- Campionato francese: 2

Monaco: 1960-1961, 1962-1963
- Coppa di Francia: 2

Monaco: 1959-1960, 1962-1963
- Coppa Charles Drago: 1

Monaco: 1961